# 貢氏辮魚
貢氏辮魚為輻鰭魚綱辮魚目辮魚科的其中一種，分布於東大西洋區，從葡萄牙至南非；中東太平洋的哥斯大黎加海域，棲息深度200-800公尺，屬深海魚類，體長可達200公分，棲息在大陸坡，以魚類為食。

## 擴展閱讀
維基物種上的相關：貢氏辮魚